# جاده ای۱۴۵
جاده ای۱۴۵ (به انگلیسی: A145 road) یکی از جاده‌های کشور انگلستان است.
این جاده از شهرک بکلز شروع و در روستای بلایتبورو در شهرستان سافک به پایان می‌رسد، طول این جاده ۱۶.۶ کیلومتر است.